# Enredados por siempre
Enredados para siempre es un cortometraje de animación estadounidense del 2012, dirigido por Nathan Greno y Byron Howard. Es una secuela de la película Enredados, de estudios de animación de Walt Disney, del 2010. Este fue estrenado en los cines el 13 de junio de 2012, antes del relanzamiento en 3D de La Bella y la Bestia y en Disney Channel, seguido por el estreno de The Princess and the Frog, el 23 de marzo de 2012. El corto más tarde fue incluido como un bono extra en la edición diamante de Cenicienta.
La historia del corto se retoma donde "Enredados" terminó. El reino está festejando, preparándose para la boda real de Rapunzel y  Eugene Fitzherbert. Sin embargo, el camaleón Pascal y el caballo Maximus pierden los anillos de oro, provocando una búsqueda frenética para recuperarlos.
Los directores Nathan Greno y Byron Howard empezaron el corto después de una alta demanda. Dentro del corto las voces de los actores son: Mandy Moore, Zachary Levi y Matt Nolan.

## Trama
El día de la boda de Rapunzel y Eugene Fitzherbert, Pascal y Maximus (portadores de los anillos) accidentalmente pierden los anillos de boda al inicio de la ceremonia de boda. Finalmente, ellos recuperan los anillos a tiempo para el final de la ceremonia, pero en el camino, causan un inmenso daño colateral y se ensucian después de aterrizar en una fábrica de alquitrán. La feliz pareja de Rapunzel y Eugene Fitzherbert finalmente se casan, sólo que Pascal y Maximus esta vez pierden accidentalmente el pastel de bodas.

## Reparto y voz
- Mandy Moore como Rapunzel
- Zachary Levi como Flynn Rider / Eugene Fitzherbert
- Alan Dale como El Sacerdote
- Paul F. Tompkins como El pequeño rufían
- Kari Wahlgren como Reina Arianna
- Mark Allan Stewart como Paloma mensajera
- Byron Howard como Lantern Wrangler
- Nathan Greno como Maximus / Guardia / Hermanos Stabbington
- Frank Welker como Pascal
- Matt Nolan como Comunicante de Sartén